# Sergio Ruiz Casanova
Sergio Ruiz Casanova (* 7. Juli 1977 in Sagunt) ist ein ehemaliger spanischer Handballspieler.

## Leben
Sergio Casanova begann seine Karriere bei Universidad de Oviedo Norrco und wechselte zur Saison 1999/2000 zum ThSV Eisenach in die 1. Liga in Deutschland. Dort spielte er bis zur Saison 2003/2004, ehe der Verein zum Ende der Saison den sportlichen Abstieg hinnehmen musste.
Die nächste Saison heuerte er beim TUSEM Essen an. Im ersten Jahr gewann das Team direkt den EHF-Pokal im Finale gegen den SC Magdeburg. Der Verein erhielt für die Saison 2005/2006 keine Lizenz und musste in der 3. Liga weiterspielen. An den beiden direkten Aufstiegen ins Oberhaus, 2006 in die 2. Bundesliga und 2007 in die erste Bundesliga, war Casanova beteiligt. Nach nur einer Saison hatte der Verein wieder finanzielle Probleme.
Am 2. Februar 2009 wechselte er von Essen zum Zweitligisten TuS Nettelstedt-Lübbecke, für den er bis zum Saisonende aktiv war. Anschließend spielte er beim BM Aragón.
Der 1,95 m lange und 95 kg schwere Ruíz Casanova war im Rückraum vielseitig einsetzbar. Er konnte durch seine Beidhändigkeit auf den Positionen Rückraum Mitte, Rückraum links oder Rückraum rechts eingesetzt werden. Am 28. November 2012 zog er sich in einem Ligaspiel eine Schulterverletzung zu. Infolgedessen beendete er 2013 seine Karriere.
Im April 2016 wurde er Geschäftsführer und stellvertretender Trainer des HBV Jena 90. Ruíz Casanova ist verheiratet und hat eine Tochter und einen Sohn.